# Instytut Gospodarki Materiałowej
Instytut Gospodarki Materiałowej – jednostka badawczo-rozwojowa Ministerstwa Gospodarki Materiałowej utworzona w 1982 r., ustanowiona w celu prowadzenie prac naukowo-badawczych i rozwojowych w dziedzinie gospodarki materiałowej oraz współudziału  we wdrażaniu prac do praktyki gospodarczej, określanie metod badawczych i sposobów realizacji zadań, a także prowadzenie informacji naukowej, technicznej i ekonomicznej.
Instytut powstał w wyniku połączenia Instytutu Efektywności Wykorzystania Materiałów oraz Centralnego Ośrodka Badawczo-Rozwojowego Gospodarki Materiałowej.
Powstanie Instytutu miało ścisły związek  z ustawą z 1961 r. o instytutach naukowo-badawczych.
Nadzór nad Instytutem sprawował Minister Gospodarki Materiałowej.

## Działania Instytutu
Przedmiotem działania Instytutu było prowadzenie prac naukowo-badawczych i rozwojowych w dziedzinie gospodarki materiałowej, a także prowadzenie informacji naukowej, technicznej i ekonomicznej.
W szczególności przedmiotem działania Instytutu było organizowanie, koordynacja i prowadzenie prac naukowo-badawczych i wdrożeniowych w zakresie:
- organizacji i zarządzania gospodarką materiałową,
- metod i instrumentów ekonomicznego i organizacyjno-technicznego oddziaływania na obniżenie materiałochłonności wyrobów oraz efektywnego wykorzystania materiałów w fazie projektowania, produkcji i eksploatacji,
- metod i instrumentów ekonomicznego i organizacyjno-technicznego oddziaływania na efektywne pozyskiwanie i wykorzystanie surowców wtórnych,
- gromadzenia i upowszechniania informacji o własnościach materiałów,
- ekonomicznych zagadnień korozji i ochrony przed korozją,
- systemu zaopatrzenia jednostek gospodarczych w materiały, zasad kształtowania systemów ekonomicznych funkcjonowania przedsiębiorstw obrotu środkami produkcji oraz metod sterowania zapasami i rezerwami materiałowymi,
- prognozowania, bilansowania i planowania zaopatrzenia materiałowo-technicznego gospodarki narodowej,
- projektowania i zastosowania systemów informatycznych w zarządzaniu gospodarką materiałową.

## Siedziba Instytutu
- Warszawa